# Голубцовка
 Голубцовка  — село в Ромодановском районе Мордовии в составе Набережного сельского поселения. 

## География
Находится на расстоянии примерно 11 километров по прямой на север-северо-восток от районного центра поселка Ромоданово.

## История
Село возникло в XVIII веке как имение князей Голубцовых. Учтено в 1869 году как село владельческое Саранского уезда Пензенской губернии из 96 дворов. Статус села получило только в 1875 году, когда был построен деревянный храм в честь Казанской иконы Божией Матери. 

## Население
Постоянное население составляло 38 человек (русские 100%) в 2002 году, 30 в 2010 году .